# Лахирево
Лахирёво  — деревня в Кимрском районе Тверской области. Входит в состав Титовского сельского поселения.

## География
Находится в юго-восточной части Тверской области на расстоянии приблизительно 7 км на восток по прямой от станции Савёлово в городе Кимры.

## История
Известна с с 1846 года. В 1859 году здесь (деревня Калязинского уезда Тверской губернии) было учтено 20 дворов.

## Население
Численность населения: 75 человек (1859 год), 1 (русские 100 %) в 2002 году, 5 в 2010.